# Kreis Oppenheim
| Basisdaten         | Basisdaten                             |
| ------------------ | -------------------------------------- |
| Staat              | Großherzogtum Hessen Volksstaat Hessen |
| Provinz            | Rheinhessen                            |
| Kreisstadt         | Oppenheim                              |
| Bestandszeitraum   | 1852–1938                              |
| Fläche             | 333 km²                                |
| Einwohner          | 49.568 (1933)                          |
| Bevölkerungsdichte | 149 Einw./km² (1933)                   |
| Gemeinden          | 44 (1938)                              |

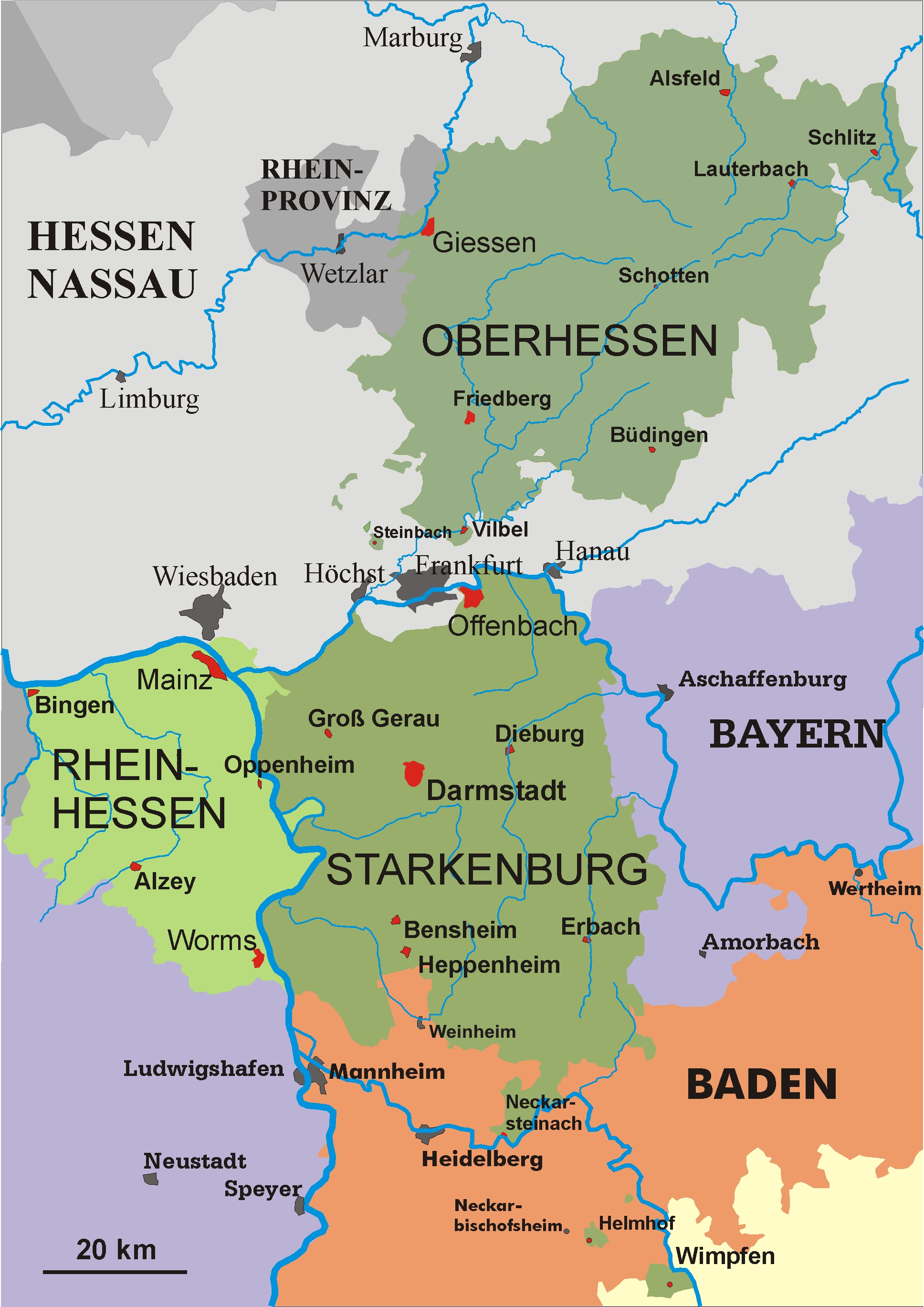
Hessen im Jahr 1930

Der Kreis Oppenheim war ein Landkreis im Großherzogtum Hessen und im Volksstaat Hessen in der Provinz Rheinhessen. Der Kreis wurde am 1. November 1938 aufgelöst und im Wesentlichen auf die Landkreise Mainz und Alzey aufgeteilt. Das ehemalige Kreisgebiet liegt heute in den Landkreisen Alzey-Worms und Mainz-Bingen in Rheinland-Pfalz.

## Geschichte
Infolge der Märzrevolution 1848 wurden die Provinzen, die Kreise und die Landratsbezirke des Großherzogtums am 31. Juli 1848 abgeschafft und durch Regierungsbezirke ersetzt. Der Regierungsbezirk Mainz entstand aus den Kreisen Alzey, Bingen, Mainz und Worms sowie der Stadt Mainz. 1850 wurde der Regierungsbezirk Worms geschaffen, der aus den ehemaligen Kreisen Alzey und Worms bestand.
Nach Auflösung der Regierungsbezirke am 12. Mai 1852 wurde Rheinhessen in nunmehr fünf Kreise eingeteilt, dabei wurde neben den Kreisen Alzey, Bingen, Mainz und Worms der Kreis Oppenheim aus dem Gebiet der Friedensgerichtsbezirke Oppenheim und Wörrstadt gebildet. Die damals geschaffene Kreisgliederung des Großherzogtums hatte mehr als sechs Jahrzehnte Bestand.
Nach der 1936 erfolgten Auflösung der Provinzial- und Kreistage im nunmehrigen Volksstaat Hessen (ab 1918) und der 1937 durchgeführten Aufhebung der drei Provinzen Starkenburg, Oberhessen und Rheinhessen wurde am 1. November 1938 in Hessen eine einschneidende Gebietsreform durchgeführt, in deren Rahmen der Kreis Oppenheim aufgelöst wurde:
- Die Gemeinden Armsheim, Bechtolsheim, Biebelnheim, Ensheim, Gabsheim, Gau-Bickelheim, Gau-Weinheim, Nieder-Saulheim, Ober-Saulheim, Partenheim, Rommersheim, Schimsheim, Schornsheim, Spiesheim, Sulzheim, Udenheim, Vendersheim, Wallertheim, Wolfsheim und Wörrstadt kamen zum Landkreis Alzey.
- Die Gemeinden Bodenheim, Dalheim, Dexheim, Dienheim, Dolgesheim, Eimsheim, Friesenheim, Guntersblum, Hahnheim, Hillesheim, Köngernheim, Lörzweiler, Ludwigshöhe, Mommenheim, Nackenheim, Nierstein, Oppenheim, Schwabsburg, Selzen, Undenheim, Wald-Uelversheim, Weinolsheim und Wintersheim kamen zum Landkreis Mainz.
- Die Gemeinde Ober-Hilbersheim kam zum Landkreis Bingen.

## Einwohnerentwicklung
| Jahr | Einwohner |
| ---- | --------- |
| 1852 | 43.941    |
| 1900 | 46.379    |
| 1910 | 46.890    |
| 1925 | 48.270    |
| 1933 | 49.568    |

## Kreisräte
Bis 1917 trugen die Spitzenbeamten der Kreise im Großherzogtum Hessen und folgend im Volksstaat Hessen den Titel „Kreisrat“, ab 1917 den Titel „Kreisdirektor“.
- 1852–1877 Carl Wilhelm Philipp Schmidt
- 1877–1885 Emil Kekulé
- 1885–1888 Franz Gros
- 1888–1893 Gustav von Zangen
- 1893–1900 Karl Bichmann
- 1900–1904 Friedrich von Hahn
- 1905–1919 Hans Wolff
- 1924–1934 Heinrich Herberg
- 1934 Theo Peters

## Städte und Gemeinden
Der Landkreis umfasste 44 Kommunen:
- Armsheim
- Bechtolsheim
- Biebelnheim
- Bodenheim
- Dalheim
- Dexheim
- Dienheim
- Dolgesheim
- Eimsheim
- Ensheim
- Friesenheim
- Gabsheim
- Gau-Bickelheim
- Gau-Weinheim
- Guntersblum
- Hahnheim
- Hillesheim
- Köngernheim
- Lörzweiler
- Ludwigshöhe
- Mommenheim
- Nackenheim
- Nieder-Saulheim
- Nierstein
- Ober-Hilbersheim
- Ober-Saulheim
- Oppenheim, Stadt
- Partenheim
- Rommersheim
- Schimsheim
- Schornsheim
- Schwabsburg
- Selzen
- Spiesheim
- Sulzheim
- Udenheim
- Undenheim
- Vendersheim
- Wald-Uelversheim
- Wallertheim
- Weinolsheim
- Wintersheim
- Wolfsheim
- Wörrstadt

|}